# Saranthe leptostachya
Saranthe leptostachya là một loài thực vật có hoa trong họ Marantaceae. Loài này được (Regel & Körn.) Eichler miêu tả khoa học đầu tiên năm 1884.